# アリソン・エンジン
アリソン・エンジンはアメリカ合衆国の航空機エンジン製造会社。1995年、ロールス・ロイス・ホールディングスに買収され、ロールスロイス・ノースアメリカとして同社の子会社となった。
最も良く知られるV-1710 V-12エンジンは第二次世界大戦時のアメリカにおいて唯一の液冷式高出力エンジンであり7万基以上生産された。戦後アリソンはヘリコプター向けのターボシャフトエンジンを供給した。

## 歴史
アリソンはインディアナポリスでホットロッド向けのエンジンの会社として始まった。
徐々に業容を拡大して1920年代にはアメリカ陸軍から高出力エンジン開発の依頼が来るようになった。1928年、24気筒空冷4バンクX型エンジンX-4520を陸軍に提案したが、採用されなかった。
最初のV-1710はアメリカ海軍で採用された。その後、アメリカ陸軍の要望で改良モデルのV-1710-Cが開発され、1937年に150時間のテストで1,000馬力の出力を達成した最初のアメリカ製エンジンとなった。アメリカ陸軍航空隊はこれをP-38、P-39、P-40などに採用した。
戦後、ジェットエンジンの時代になるとアリソンは7,000基以上のJ33を生産した。またJ35は1万4,000基以上が生産され、F-84とF-89に搭載された。アリソンはアメリカ海軍向けにT38とT40という2つのターボプロップエンジンの開発を始め、海軍はT40のみに興味を示した。しかし、伝達軸の取りまわしが複雑すぎて開発中止になった。その後再び挑戦してT56を開発し、C-130輸送機に採用された。またティルトローターのV-22用にはAE 1107Cを開発。T406と命名され搭載された。
アリソンの成功作の一つである250型ターボシャフト/ターボプロップエンジンシリーズは1960年代、まだヘリコプター動力の大部分がレシプロエンジンだった時代に開発されたものだった。
1970年代半ば、アリソンはゼネラルモーターズの1部門だった。そこでセラミックスを用いたトラック向けのGT404-4エンジンを開発した。1990年代初頭までセラミックタービンの開発を行った。